# Yashahime: Princess Half-Demon
Yashahime: Princess Half-Demon (半妖の夜叉姫 Han'yō no Yashahime?) este o serie manga și anime japoneză, ce a fost lansată ca și continuare a seriilor anime Inuyasha, Acțiunea este centrată pe Towa Higurashi și Setsuna (fiicele lui Sesshomaru și Rin) și Moroha (fiica lui Inuyasha și Kagome Higurashi). Primul sezon a fost difuzat în perioada octombrie 2020- martie 2021, cu un al doilea sezon fiind difuzat din octombrie 2021.
Viz Media a eliberat licența de difuzare pe teritoriul Americii de Nord și Americii Latine, în timp ce Medialink a permit difuzarea pe teritoriile Asiei de Sud și de Sud-Est. 

## Subiect
După o perioadă ce succede evenimentele din Inuyasha: The Final Act, fiicele lui Sesshomaru și Rin (Towa și Setsuna) sunt separate în urma unui incendiu, Towa ajungând în era modernă. Aceasta va fi adoptată de familia mătușii sale Kagome Higurashi, fiind crescută de fratele ei mai mic, Sota Higurashi.
Zece ani mai târziu, Towa va fi reunită cu Setsuna atunci când aceasta părăsește era modernă datorită puterii de călătorie în timp a Copacului Vremurilor. În timpul separării lor, Setsuna a devenit un exterminator de demoni ce lucrează cu Kohaku, neamintindu-și trecutul datorită unui Fluture mistic ce îi furase visele și amintirle. Pentru a le restaura, gemenele încep o aventură împreună cu verișoara lor, recuperatoarea de recompense Moroha (fiica lui Kagome și Inuyasha). Moroha nu îți cunoaște părinții, cu excepția faptului că mama ei a fost o preoteasă excepțională și că tatăl ei era un semi-demon.  
Din când în când, esența vitală a Copacului Vremurilor le avertizează pe protagoniste de faptul că un vechi rival al bunicului lor plănuiește să manipuleze timpul datorită refuzului lui Sesshomaru de a se lupta cu el, în locul tatălui său. În același timp, entitatea o ocrotește pe Rin într-o stare de suspensie animată, datorită unei conexiuni fatale cu Zero, sora mai mare a lui Kirinmaru și creatoarea celor șapte Perle Curcubeu (ale căror abilități demonice rivalizează cu cele conferite de Shikon no Tama.

## Media

### Anime
Prima serie a fost anunțată în mai 2020, fiind difuzată în perioada 3 octombrie 2020 - 20 martie 2021 pe Yomiuri TV și Nippon TV , având producția realizată de Sunrise sub regia lui Teruo Sato; designul principal al personajelor a fost realizat de creatorul seriei originale, Rumiko Takahashi. Membrii distribuției din InuYasha au revenit, cu Katsuyuki Sumisawa ca scenarist, în timp ce Rumiko Takahashi superviza storyboard-ul, Yoshihito Hishinuma designul personajelor, iar Kaoru Wada fiind cel care compunea muzica seriei. Tema ce deschide seria "New Era" este cântată de SixTONES, iar piesa de final "Break" este cântată de Uru. A doua melodie de început "Burn" este cântată de NEWS, iar piesa secundă de final "Kesshō" este cântată de Ryokuōshoku Shakai.
Viz Media anunțase drepturile la streaming digital pe teritoriile Americii de Nord și Latine, difuzarea fiind permisă pe Crunchyroll, Funimation și Hulu. La data de 26 octombrie 2020, Funimation a anunțat un parteneriat cu Viz Media pentru a dubla seriile în limba engleză, distribuția engleză reluându-și rolurile. Funimation a început difuzarea în limba engleză pe 6 noiembrie 2020, împreună cu Hulu și Crunchyroll. Dublajul în engleză a început să fie difuzat pe Toonami începând cu 27 iunie Medialink a lansat licențele de difuzare pe teritoriile Asiei de Sud , premiera seriei fiind la data de 21 iunie 2021, pe postul Animax Asia.
La data de 20 martie 2021, un al doilea sezon anime a fost anunțat după difuzarea episodului 24. Sezonul al doilea, numit Yashahime: Princess Half-Demon - The Second Act, a avut premiera la data de 2 octombrie 2021. Piesa de opening este"ReBorn", cântată de NEWS, iar cea de ending "Toumei na Sekai" este cântată de Little Glee Monster.

### Manga
O adaptare manga de către Takashi Shiina a început in Shogakukan'-  Shōnen Sunday S la data de 25 septembrie 2021. Viz Media a licențiat distribuirea manga pe teritoriile Americii de Nord.